# Monolith (Death Cube K album)
Monolith är ett boxset av gitarristen Buckethead under namnet Death Cube K (ett anagram för Buckethead). Boxen släpptes i december 2007 genom TDRS Music.

## Låtlista
Varje låt är en separat CD-skiva
1. "Monolith I" - 42:10
2. "Monolith II" - 40:44
3. "Monolith III" - 40:04
4. "Monolith IV" - 42:04
5. "Monolith V" - 43:52

## Lista över medverkande
- Death Cube K
- Travis Dickerson